# East City Giants 2023
Questa voce raccoglie le informazioni riguardanti gli East City Giants nelle competizioni ufficiali della stagione 2023.

## II-divisioona 2023

### Stagione regolare
| Myllypuro 30 maggio 2023, ore 18:00 1ª giornata | East City Giants | 53 – 0 (7-0 25-0 14-0 7-0) referto | Hyvinkää Falcons |  |

| Myllypuro 6 giugno 2023, ore 18:00 2ª giornata | East City Giants | 41 – 25 (7-6 14-0 7-7 13-12) referto | Kuusankoski Cowboys |  |

| Turku 2 luglio 2023, ore 12:00 5ª giornata | Turku Trojans | 14 – 45 (7-14 0-14 0-0 7-17) referto | East City Giants | Turun Urheilupuiston yläkenttä |

| Hyvinkää 8 luglio 2023, ore 12:00 6ª giornata | Hyvinkää Falcons | 6 – 39 (6-0 0-14 0-13 0-12) referto | East City Giants | Urheilupuisto |

| Kuusankoski 14 luglio 2023, ore 17:00 7ª giornata | Kuusankoski Cowboys | 7 – 2 (0-0 0-0 0-0 7-2) referto | East City Giants | Kuusankosken Pallokenttä |

| Myllypuro 6 agosto 2023, ore 14:00 10ª giornata | East City Giants | 43 – 8 (14-0 6-0 14-8 9-0) referto | Turku Trojans |  |

### Playoff
| Rovaniemi 13 agosto 2023, ore 13:00 Wild Card | Rovaniemi Nordmen | 41 – 20 (21-7 0-7 14-6 6-0) referto | East City Giants | Susivouti |

## Statistiche di squadra
| Competizione      | %Vittorie | In casa | In casa | In casa | In casa | In casa | In casa | In trasferta | In trasferta | In trasferta | In trasferta | In trasferta | In trasferta | Totale | Totale | Totale | Totale | Totale | Totale |
| Competizione      | %Vittorie | G       | V       | N       | P       | Pf      | Ps      | G            | V            | N            | P            | Pf           | Ps           | G      | V      | N      | P      | Pf     | Ps     |
| ----------------- | --------- | ------- | ------- | ------- | ------- | ------- | ------- | ------------ | ------------ | ------------ | ------------ | ------------ | ------------ | ------ | ------ | ------ | ------ | ------ | ------ |
| Stagione regolare | .833      | 3       | 3       | 0       | 0       | 137     | 33      | 3            | 2            | 0            | 1            | 86           | 27           | 6      | 5      | 0      | 1      | 223    | 60     |
| Playoff           | .000      | 0       | 0       | 0       | 0       | 0       | 0       | 1            | 0            | 0            | 1            | 20           | 41           | 1      | 0      | 0      | 1      | 20     | 41     |
| Totale            | .714      | 3       | 3       | 0       | 0       | 137     | 33      | 4            | 2            | 0            | 2            | 106          | 68           | 7      | 5      | 0      | 2      | 243    | 101    |